# Leptonychia adolfi-frederici
Leptonychia adolfi-frederici är en malvaväxtart som beskrevs av Adolf Engler och K. Krause. Leptonychia adolfi-frederici ingår i släktet Leptonychia och familjen malvaväxter. Inga underarter finns listade i Catalogue of Life.